# Acmenychus caucasicus
Acmenychus caucasicus là một loài bọ cánh cứng trong họ Chrysomelidae. Loài này được Heyden miêu tả khoa học năm 1878.